# Stevo Pendarovski

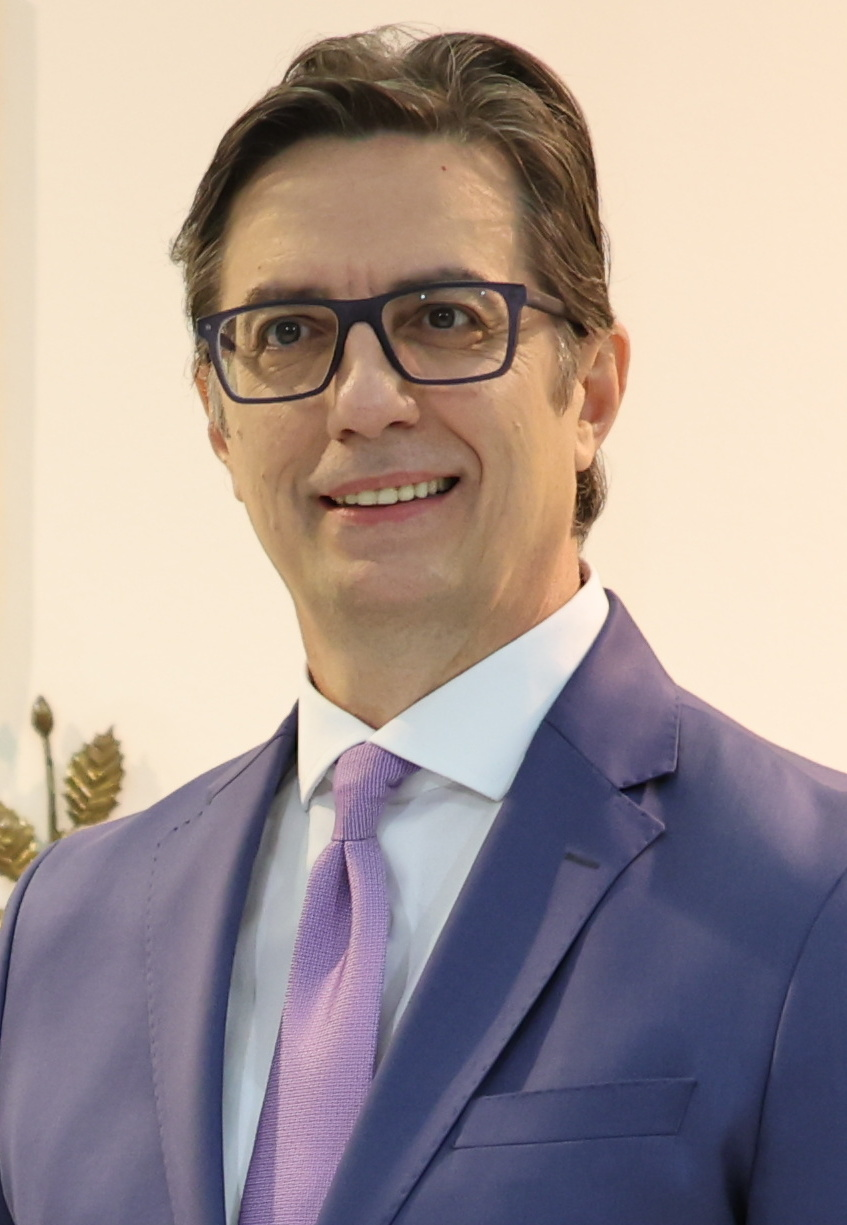
Stevo Pendarovski (2023)

Stevo Pendarovski (mazedonisch: Стево Пендаровски; * 3. April 1963 in Skopje, SFR Jugoslawien) ist ein nordmazedonischer Politikwissenschaftler sowie Politiker der Sozialdemokratischen Liga Mazedoniens (SDSM). Von Mai  2019 bis Mai 2024 war er Präsident Nordmazedoniens.

## Leben
Stevo Pendarovski schloss sein Studium der Rechtswissenschaft und Politikwissenschaft an der Universität Skopje ab. Von 1998 bis 2001 war er im mazedonischen Innenministerium als Leiter der wissenschaftlichen Abteilung und als Ministeriumssprecher tätig. Von 2001 bis 2004 war er Nationaler Sicherheitsberater des damaligen Staatspräsidenten Boris Trajkovski, danach bis 2005 Leiter der Staatlichen Wahlkommission. Von 2005 bis 2009 war er Außenpolitischer Berater des damaligen Staatspräsidenten Branko Crvenkovski.
Seit 2008 ist er Professor für Politikwissenschaft am University American College Skopje.
Bei der Wahl am 11. Dezember 2016 wurde Pendarovski als Kandidat der SDSM zum Abgeordneten des mazedonischen Parlaments gewählt. Er schied am 22. Dezember 2017 aus dem Parlament aus, als Nachrücker folgte ihm Dalibor Bogdanovski. Pendarovski war dann als Koordinator für die NATO-Mitgliedschaft Nordmazedoniens tätig.
Stevo Pendarovski hatte bereits 2014 als Kandidat der SDSM um das Amt des Staatspräsidenten kandidiert, unterlag damals aber im 2. Wahlgang mit 42,7 % dem Amtsinhaber Gjorge Ivanov (VMRO-DPMNE). Bei der Präsidentschaftswahl 2019 konnte er sich im 2. Wahlgang mit 53,6 % gegen die VMRO-DPMNE-Kandidatin Gordana Siljanovska-Davkova (46,4 %) durchsetzen. Am 12. Mai 2019 trat er sein Amt als Staatspräsident Nordmazedoniens an.
Bei der Präsidentschaftswahl 2024 trat er im 2. Wahlgang erneut gegen Siljanovska-Davkova an, die er jedoch mit nur 29,25 % der abgegebenen Stimmen verlor.